# Pierre Bigot de Morogues
Pour les articles homonymes, voir Bigot de Morogues, Bigot et Morogues (homonymie).
Le baron Pierre Marie Sébastien Bigot de Morogues est un minéralogiste, homme politique, agronome et écrivain français, né à Orléans dans la province de l'Orléanais du royaume de France le 5 avril 1776 et mort à Orléans dans le département du Loiret le 15 juin 1840.

## Biographie
Issu de la famille Bigot de Morogues et petit-fils du vicomte Sébastien Bigot de Morogues (1705-1781), fondateur et premier directeur de l'Académie royale de marine, Bigot de Morogues fut d'abord destiné à la marine et étudia les sciences à l'école militaire de Vannes jusqu'à la suppression de ce collège en raison de la Révolution française.
Entré en 1794 à l'École des mines de Paris, il y étudia d'abord la chimie et la minéralogie sous la direction de Vauquelin et de Haüy. Il compléta sa formation en fouillant le sol de la Bretagne, du Jura, des Vosges, de la Suisse, de la Savoie, puis, revenu dans sa province natale, s'occupa plus spécialement d'agriculture.
Il publia de nombreux mémoires sur la minéralogie, la géologie, ainsi que sur divers points de droit constitutionnel et d'économie politique. Ces derniers, dans lesquels il montrait des idées libérales, lui ouvrirent les portes de l'Académie des sciences morales et politiques. Chevalier de la Légion d'honneur en 1835, il fut fait pair de France le 11 septembre 1835 et prit une part importante aux travaux de la Chambre des pairs où, royaliste constitutionnel, il soutint le gouvernement de Louis-Philippe Ier. Un mois avant sa mort, il se faisait encore porter à la Chambre dans son fauteuil pour assister une dernière fois à la séance.
Il est inhumé au grand cimetière d'Orléans.

## Œuvres
Outre ses articles dans le Journal des Mines, les Annales du Muséum, la Revue encyclopédique, les Annales de l’agriculture, le Cultivateur, outre la direction du Cours complet d'agriculture, il a publié un grand nombre d'ouvrages utiles aux sciences agricoles et naturelles, entre autres : 
- Mémoire historique et physique sur la chute des pierres tombées à la surface de la terre, les aérolithes, Orléans : Jacob, 1812, in-8°
- [Essai sur les] Moyens d’améliorer l’agriculture en France, particulièrement dans les provinces les moins riches, la Sologne, le Gâtinais, le Berry..., Orléans : Impr. de Mme Ve Huet-Perdoux, et Paris : chez Ve Bouchard-Huzard et chez Tournaux, 1822, 2 vol. in-8°, 440 et 483 p.
- Influence des sociétés littéraires, savantes et agricoles sur la prospérité publique, Orléans : Mme Ve Huet-Perdoux, et Paris : Mme Huzard, 1823, in-8°, 20 p.

Il a aussi écrit des livres de politique libérale : 
- Politique religieuse et philosophique, Renard, 1827
- Politique basée sur la morale, Paris, 1834, 580 p.

## Sources
1. ↑  « Recherche - Base de données Léonore », sur leonore.archives-nationales.culture.gouv.fr (consulté le 21 novembre 2023).
2. ↑  Cimetières de France et d'ailleurs

Cet article comprend des extraits du Dictionnaire Bouillet. Il est possible de supprimer cette indication, si le texte reflète le savoir actuel sur ce thème, si les sources sont citées, s'il satisfait aux exigences linguistiques actuelles et s'il ne contient pas de propos qui vont à l'encontre des règles de neutralité de Wikipédia.
- « Pierre Bigot de Morogues », dans Adolphe Robert et Gaston Cougny, Dictionnaire des parlementaires français, Edgar Bourloton, 1889-1891 [détail de l’édition]
- Florian Reynaud, Les bêtes à cornes (ou l'élevage bovin) dans la littérature agronomique de 1700 à 1850, Caen, thèse de doctorat en histoire, 2009 (annexe 2. 4)